# کوپا ایرلاینز کلمبیا

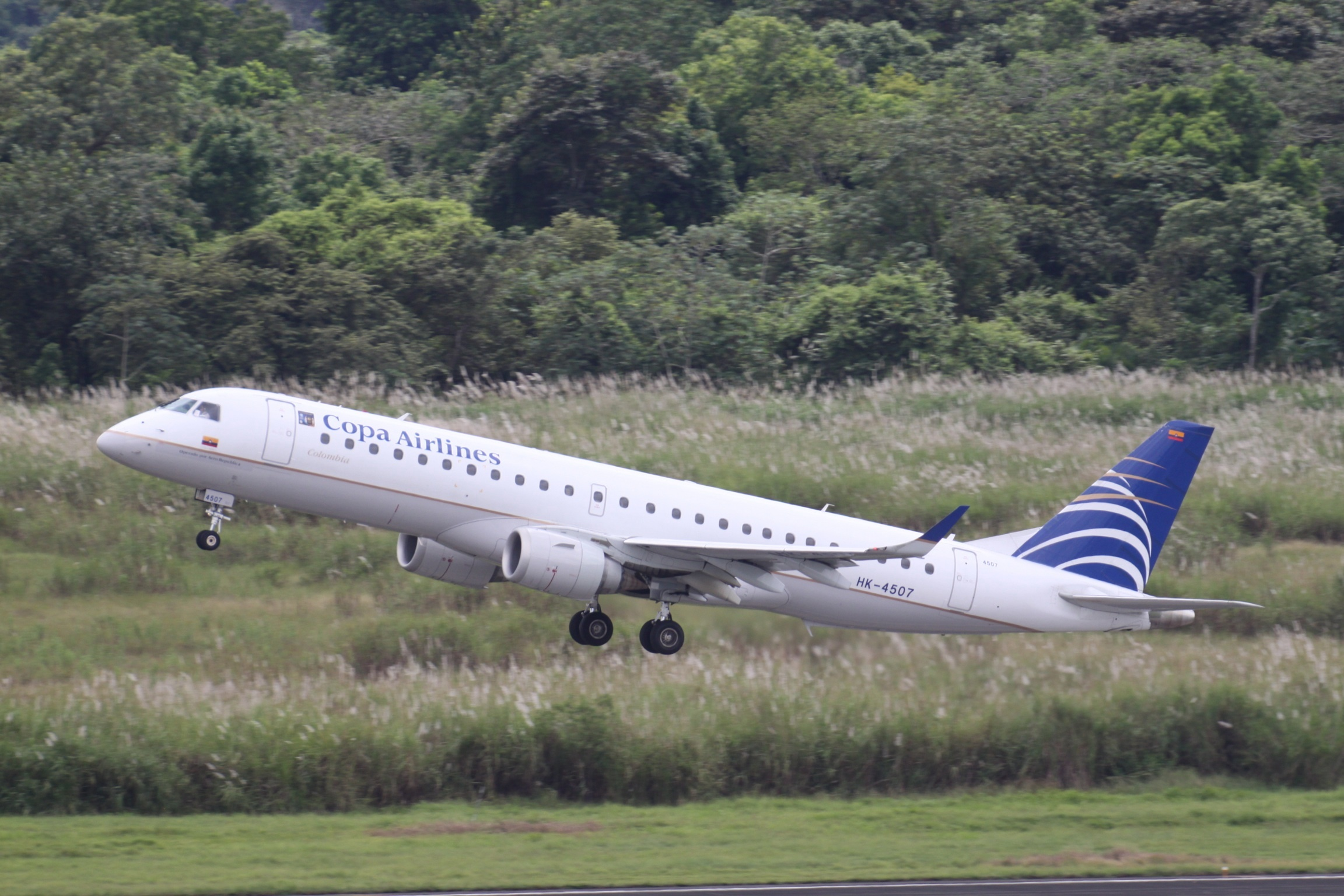
هواپیمای امبرائر ئی-جت متعلق به کوپا ایرلاینز کلمبیا

کوپا ایرلاینز کلمبیا (انگلیسی: Copa Airlines Colombia) شرکت هواپیمایی کلمبیایی است، که در سال ۱۹۹۲ راه‌اندازی شد و در سال ۲۰۱۰ توسط شرکت‌های کوپا ایرلاینز و یونایتد ایرلاینز خریداری گردید. شرکت کوپا ایرلاینز کلمبیا در حال حاضر روزانه به ۲۰ مقصد، در آمریکای شمالی، آمریکای جنوبی و کارائیب، پروازهای مستقیم دارد.
دفتر مرکزی این شرکت در شهر بوگوتا، کلمبیا قرار دارد و فرودگاه بین‌المللی ال دورادو به‌عنوان قطب این شرکت هواپیمایی محسوب می‌شود. شرکت کوپا ایرلاینز کلمبیا در حال حاضر در ناوگان هوایی خود، دارای ۱۸ فروند هواپیمای جت مسافربری می‌باشد.